# سام بيرد
سام بيرد (بالإنجليزية: Sam Beard)‏ هو لاعب اتحاد الرغبي نيوزلندي، ولد في 3 مايو 1990 في تيمارو ‏ في نيوزيلندا.